# Фернандес, Пепе
Сирило Фернандес (исп. Cirilo Fernandez; родился в Монтевидео, Уругвай) — уругвайский футболист, выступавший на позиции нападающего. Сыграл один сезон в Национальной профессиональной футбольной лиге, четыре — в Североамериканской футбольной лиге, один — в Американской футбольной лиге и пять — в чемпионате Нидерландов.

## Карьера
Он начал свою карьеру в эквадорском клубе «Эмелек». В 1967 году Фернандес играл за «Лос-Анджелес Торос» из Национальной Профессиональной Футбольной Лиги. В 1968 году NPSL соединилась с Объединённой футбольной ассоциацией для формирования Североамериканской футбольной лиги (NASL). Когда это случилось, «Торос» переехали в Сан-Диего. Фернандес стал игроком уже «Сан-Диего Торос» в 1968 году, где он был включён в команду «Всех Звёзд». «Торос» были расформированы в конце сезона, и Фернандес перешёл в «Канзас-Сити Сперс», где провёл сезон 1969 года. Он снова был отобран в команду «Всех Звёзд», а также стал MVP в NASL.
В октябре 1969 года Фернандес перешёл в нидерландский клуб «Зволле», который выступал во втором дивизионе страны. В январе 1970 года он был отдан в аренду в клуб «Гоу Эхед». Нападающий дебютировал 1 января в матче Эредивизи против команды НЕК. В концовке встречи Фернандес забил гол, спасший его команду от домашнего поражения. В следующем туре «Гоу Эхед» принимал амстердамский «Аякс». Пепе отличился забитым голом во втором матче подряд, однако гости в той встречи одержал победу со счётом 1:3. В чемпионате он сыграл 14 матчей и забил три гола за «Гоу Эхед», а затем вернулся в «Зволле». В сезоне 1970/71 уругваец помог своей команде занять второе место во втором дивизионе и выйти в первый, забив 16 голов в чемпионате. В мае 1972 года Фернандес стал игроком клуба «Харлем», а через два года покинул Нидерланды.
Он не возвращался в NASL до 1974 года, когда он подписал контракт с «Сиэтл Саундерс». Он сыграл первые три матча в сезоне, но жёсткий подкат Дэвида Кемпа привёл к перелому ноги Фернандеса во время домашнего дебюта за «Саундерс», он выбыл из состава до конца сезона. Фернандес сыграл всего двенадцать матчей в 1975 году, затем начал сезон 1976 с третьего тура. Позже он подписал контракт с «Такома Тайдс» из Американской футбольной лиги. «Тайдс» вышли в полуфинал плей-офф, но были расформированы вскоре после этого. Фернандес затем вернулся в «Харлем», а последний сезон в карьере (1981/82) провёл с «Сиэтл Саундерс».
Он живёт в городе Эверетт, где владеет бизнесом, связанным с мини-футболом.